# Alexander Leutner & Co.

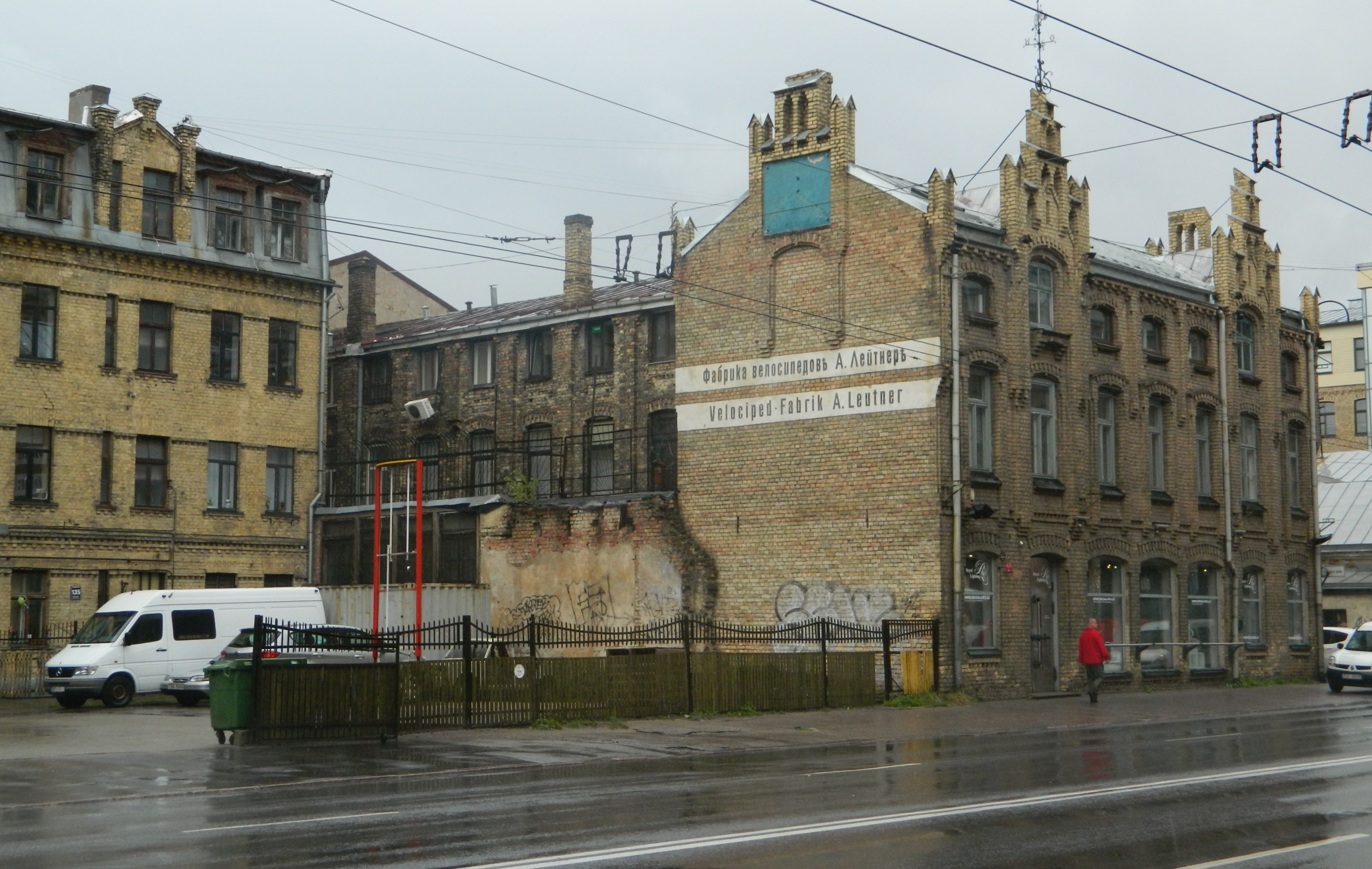
Das Gebäude im Jahr 2014

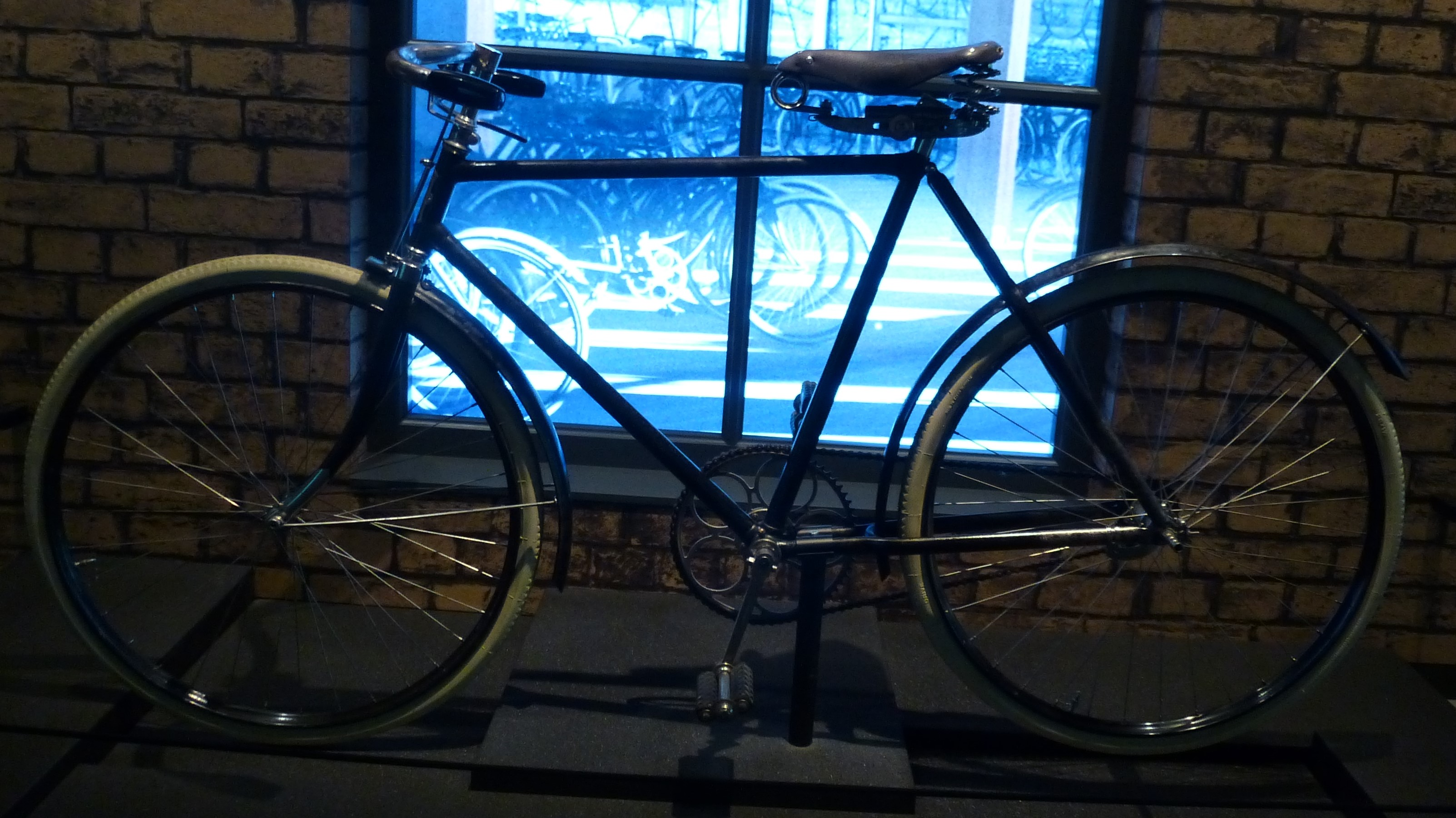
Fahrrad von Leutner

Die Alexander Leutner & Co. (vollständiger Name auf Russisch: Велосипедная фабрика „Россия“ Александра Лейтнера и Ко., Fahrradfabrik „Rossija“ Alexander Leutner & Co.) war der erste Hersteller von Fahrrädern und Motorrädern im Russischen Reich. Das Unternehmen baute auch andere Kraftfahrzeuge und befand sich bis 1915 in Riga.

## Firmengeschichte
Die Firma wurde ursprünglich durch den deutschbaltischen Unternehmer Alexander Leutner (1864–1923) gegründet. 1896 oder 1897 wurde daraus eine GmbH, deren Anteile von Leutner, zwei Rigenser Kaufleuten und drei Professoren des Polytechnikum Riga gehalten wurden.
Mit der Zeit wuchs die A. Leutner & Co. zum größten Fahrradhersteller des Russischen Reiches. 1907 lag der jährliche Ausstoß bei 5000 Fahrrädern.
Die Firma hatte 130 Angestellte, die mit tayloristischen Methoden geführt wurden, um die Produktivität zu steigern.
1915 wurde die mittlerweile kriegswichtige Fabrik demontiert und in Charkow in der Ukraine wieder aufgebaut, um sie vor dem Zugriff der Armee des Deutschen Reiches zu schützen.

## Produktion
A. Leutner & Co. produzierte unter dem Markennamen „Rossija“ Fahrräder und unter dem Namen Rossija/Fafnir Motor-Fahrräder und Motorräder. Die Motoren stammten dabei vom deutschen Hersteller Fafnir.
Ab 1907 stellte die Firma auch eine Reihe von Dreirädern und Automobilen her, ab 1912 rollte der erste Lastkraftwagen vom Band.
Viele dieser Fahrzeuge entstanden als lizenzierte Nachbauten von fremden Fabrikaten, wie Clément-Bayard, Cudell, De Dion-Bouton, Fafnir, Hildebrand und Wolfmüller, Ultramobile und Werner.
Während des Ersten Weltkriegs gehörten auch Schusswaffen zur Produktpalette.

## Leutner oder Leitner
In der Literatur findet sich auch die Schreibweise Leitner. Das Unternehmen hat in deutschsprachigen Anzeigen A. Leutner & Co. angegeben.